# Blake Wheeler
Blake James Wheeler, född 31 augusti 1986, är en amerikansk tidigare ishockeyforward.
Han har tidigare spelat för Boston Bruins, Atlanta Thrashers, Winnipeg Jets och New York Rangers i NHL, EHC München i DEL, Minnesota Golden Gophers i NCAA och Green Bay Gamblers i USHL.
Wheeler draftades av Phoenix Coyotes i första rundan i 2004 års draft som femte spelare totalt.

## Statistik
| 2002–2003   | Brock Mustangs           |             | 26  | 15  | 27  | 42  | —   | —  | — | —  | —  | —  |
| 2003–2004   | Team Northwest           |             | 24  | 5   | 6   | 11  | —   | —  | — | —  | —  | —  |
|             | Brock Mustangs           |             | 27  | 39  | 50  | 89  | 34  | 3  | 6 | 5  | 11 | 0  |
| 2004–2005   | Green Bay Gamblers       | USHL        | 58  | 19  | 28  | 47  | 43  | —  | — | —  | —  | —  |
| 2005–2006   | Minnesota Golden Gophers | NCAA        | 39  | 9   | 14  | 23  | 41  | —  | — | —  | —  | —  |
| 2006–2007   | Minnesota Golden Gophers | NCAA        | 44  | 18  | 20  | 38  | 42  | —  | — | —  | —  | —  |
| 2007–2008   | Minnesota Golden Gophers | NCAA        | 44  | 15  | 20  | 35  | 72  | —  | — | —  | —  | —  |
| 2008–2009   | Boston Bruins            | NHL         | 81  | 21  | 24  | 45  | 46  | 8  | 0 | 0  | 0  | 0  |
| 2009–2010   | Boston Bruins            | NHL         | 82  | 18  | 20  | 38  | 53  | 13 | 1 | 5  | 6  | 6  |
| 2010–2011   | Boston Bruins            | NHL         | 58  | 11  | 16  | 27  | 32  | —  | — | —  | —  | —  |
|             | Atlanta Thrashers        | NHL         | 23  | 7   | 10  | 17  | 14  | —  | — | —  | —  | —  |
| 2011–2012   | Winnipeg Jets            | NHL         | 80  | 17  | 47  | 64  | 55  | —  | — | —  | —  | —  |
| 2012–2013   | Winnipeg Jets            | NHL         | 48  | 19  | 22  | 41  | 28  | —  | — | —  | —  | —  |
|             | EHC München              | DEL         | 15  | 6   | 14  | 20  | 51  | —  | — | —  | —  | —  |
| 2013–2014   | Winnipeg Jets            | NHL         | 82  | 28  | 41  | 69  | 63  | —  | — | —  | —  | —  |
| 2014–2015   | Winnipeg Jets            | NHL         | 79  | 26  | 35  | 61  | 73  | 4  | 1 | 0  | 1  | 2  |
| 2015–2016   | Winnipeg Jets            | NHL         | 82  | 26  | 52  | 78  | 49  | —  | — | —  | —  | —  |
| 2016–2017   | Winnipeg Jets            | NHL         | 82  | 26  | 48  | 74  | 47  | —  | — | —  | —  | —  |
| 2017–2018   | Winnipeg Jets            | NHL         | 81  | 23  | 68  | 91  | 52  | 17 | 3 | 18 | 21 | 10 |
| 2018–2019   | Winnipeg Jets            | NHL         | 82  | 20  | 71  | 91  | 60  | 6  | 1 | 4  | 5  | 6  |
| 2019–2020   | Winnipeg Jets            | NHL         | 71  | 22  | 43  | 65  | 37  | 4  | 0 | 1  | 1  | 5  |
| NHL totalt  | NHL totalt               | NHL totalt  | 931 | 264 | 497 | 761 | 609 | 52 | 6 | 28 | 34 | 29 |
| NCAA totalt | NCAA totalt              | NCAA totalt | 127 | 42  | 54  | 96  | 155 | —  | — | —  | —  | —  |

### Internationellt
| Källa: Uppdaterad: 2020-06-06 | Källa: Uppdaterad: 2020-06-06 | Källa: Uppdaterad: 2020-06-06 |         | Utv = Utvisningsminuter | Utv = Utvisningsminuter | Utv = Utvisningsminuter | Utv = Utvisningsminuter | Utv = Utvisningsminuter |
| År                            | Lag                           | Mästerskap                    | Matcher | Mål                     | Assists                 | Poäng                   | Utv                     |                         |
| ----------------------------- | ----------------------------- | ----------------------------- | ------- | ----------------------- | ----------------------- | ----------------------- | ----------------------- | ----------------------- |
| 2012                          | USA                           | JVM                           | 7       | 2                       | 0                       | 2                       | 6                       |                         |
| 2014                          | USA                           | VM                            | 7       | 2                       | 3                       | 5                       | 6                       |                         |
| 2014                          | USA                           | OS                            | 6       | 0                       | 1                       | 1                       | 2                       |                         |
| 2016                          | USA                           | WC                            | 3       | 0                       | 1                       | 1                       | 0                       |                         |
| Junior totalt                 | Junior totalt                 | Junior totalt                 | 7       | 2                       | 0                       | 2                       | 6                       |                         |
| Senior totalt                 | Senior totalt                 | Senior totalt                 | 16      | 2                       | 5                       | 7                       | 8                       |                         |